# ベン・ピンケルマン
ベン・ピンケルマン（Ben Pinkelman、1994年6月13日 - ）は、アメリカ合衆国のラグビー選手。

## プロフィール
- アメリカ・ネブラスカ州オマハ出身[1]。
- ポジションはフランカー(FL)。
- 身長 193cm、体重 93kg
- アメリカ代表キャップは5（2020年8月現在）でラグビーワールドカップ2019のアメリカ代表に選ばれた[2]。

## 略歴
2016年、リオ五輪の7人制アメリカ代表に選ばれた。